# أندريس باتشيكو
أندريس باتشيكو (بالإسبانية: Andrés Pacheco de Cárdenas)‏ هو قسيس مسيحي إسباني، ولد في 5 أبريل 1550 في لا بويبلا دي مونتالبان في إسبانيا، وتوفي في 7 أبريل 1626.